# Dom kolektywny w Litvínovie
Dom kolektywny w Litvínovie (w języku czeskim funkcjonuje skrócona nazwa "Koldům", używana zamiennie z oficjalną) – wybudowany w latach 1948 - 1950 budynek mieszkalny w północno-wschodniej części miasta Litvínov (przy drodze do miejscowości Louny oraz Loučna). Przykład powojennej, czechosłowackiej architektury awangardowej. Autorami projektu są Václav Hlinský i Evžen Linhart. Budynek został uznany za zabytek techniki.

## Idea domu kolektywnego
Dom kolektywny jako charakterystyczny typ budowy, stanowi efekt społecznych potrzeb oraz pracy lewicowych architektów w pierwszej połowie XX wieku. Jest to utopijna wizja wychodząca z koncepcji inżynierii społecznej, która dążyła do wdrażania do społeczeństwa kolektywnych wzorów zachowań. Dom kolektywny miał w obrębie jednego budynku zaspokajać wszystkie codzienne potrzeby mieszkańców. Część domu miały więc stanowić nie tylko mieszkania, ale także przestrzenie użyteczności publicznej takie jak przedszkola, jadalnie i przestrzenie służące rekreacji. Pierwszym domem kolektywnym wybudowanym w Czechosłowacji był ten wybudowany w mieście Zlín według projektu J. Voženilka. Największą realizacją tego typu stał się jednak dom w Litvínovie.

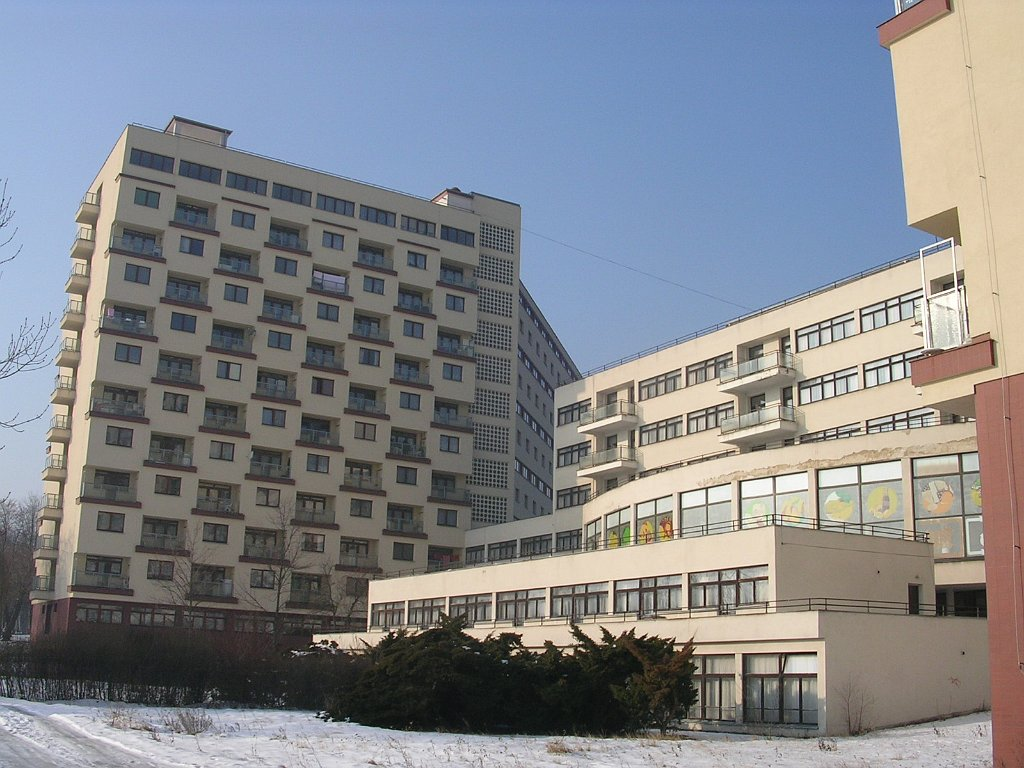
Dom kolektywny w Litvínovie - widok z ogrodu

## Początki domu
Koldům w Litvínovie powstał na podstawie projektu wybranego w trakcie konkursu architektonicznego, który odbył się w 1947 roku. Jego budowa została jednak ukończona dopiero w 1958 roku. Autorami zwycięskiego projektu byli Václav Hlinský i Evžen Linhart. Początkowo planowano wybudowanie 33 domów kolektywnych dla pracowników kombinatu chemicznego w miejscowości Záluží. Zakład przemysłowy został wybudowany jeszcze w trakcie II wojny światowej przez Niemców. Uległ jednak znacznym zniszczeniom w trakcie alianckich nalotów. Początkowo liczono się z pełną odbudową kombinatu, jednak ostatecznie zapadła decyzja o odtworzeniu jedynie 33% zniszczeń, co przełożyło się na mniejsze zapotrzebowanie na mieszkania robotnicze. Zdecydowano się na budowę tylko jednego domu kolektywnego.

## Pierwowzory domu kolektywnego w Litvínovie
Stylistycznie dom kolektywny jest przedstawicielem przedwojennego funkcjonalizmu, tudzież lewicowej awangardy. W projekcie można doszukać się kilku źródeł inspiracji, takich jak Jednostka mieszkaniowa (Unité d’habitation) Le Corbusiera w Marsylii, sowiecka lewicowa awangarda lat dwudziestych (M.J. Ginzburg, N. Miljutin) oraz osiągnięcia międzywojennego funkcjonalizmu czechosłowackiego. Można użyć wzniosłego stwierdzenia, że wraz z ukończeniem tego domu, na wiele lat zakończyła się era czechosłowackiej awangardy w architekturze.  

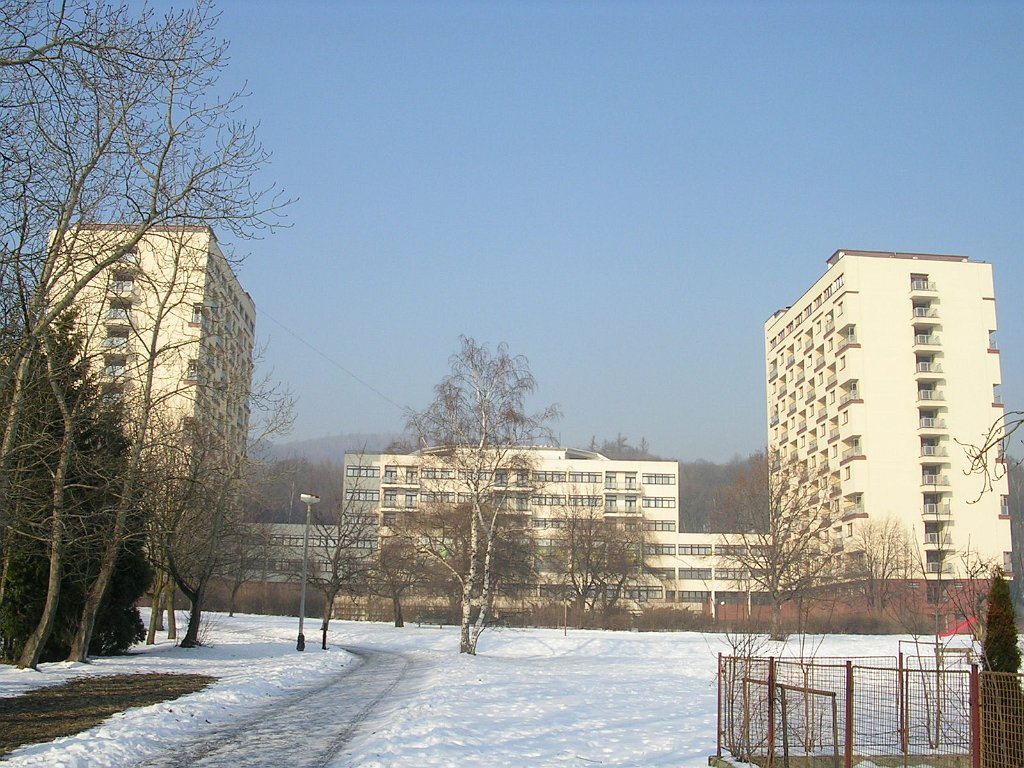
Dom kolektywny w Litvínovie - widok od strony basenu

## Rozwiązania architektoniczne
Symetryczna kompozycja budynku powstała z zestawienia dwóch załamanych, trzynastopiętrowych skrzydeł mieszczących mieszkania, oraz siedmiopiętrowego łącznika, w którym znalazły się przestrzenie użyteczności publicznej, takie jak: żłobek, przedszkole, pralnia, wspólną chłodnię, jadalnię, sklepy itd. W domu zastosowano trzy typy mieszkań: mezonety (mieszkania dwupoziomowe) w układzie 3+1, mieszkania 2+1 oraz kawalerki. W budynku znalazły się 352 mieszkania dla 1400 pracowników kombinatu chemicznego w mieście Záluží (w chwili obecnej część Litvínova) niedaleko Mostu. W Záluží natomiast stanęły domy szeregowe wybudowane w proporcjach mieszkań 3+1 w koldůmie. Nie oferowały jednak ogrzewania podłogowego zastosowanego w domu kolektywnym. 
Wysoka konstrukcja miała ponadto zapewniać mieszkańcom dostęp do czystego powietrza, co byłoby niemożliwe w przypadku niskiej zabudowy. W okolicach domu kolektywnego bardzo często występowało bowiem zjawisko smogu.  
Dom kolektywny powstał także w Zlinie (ówczesnym Gottwaldowie).
Projekt domu kolektywnego w Litvínovie został nagrodzony złotym medalem w trakcie Triennale Sztuki Użytkowej w Milanie. 

## Upadek idei domu kolektywnego a współczesność

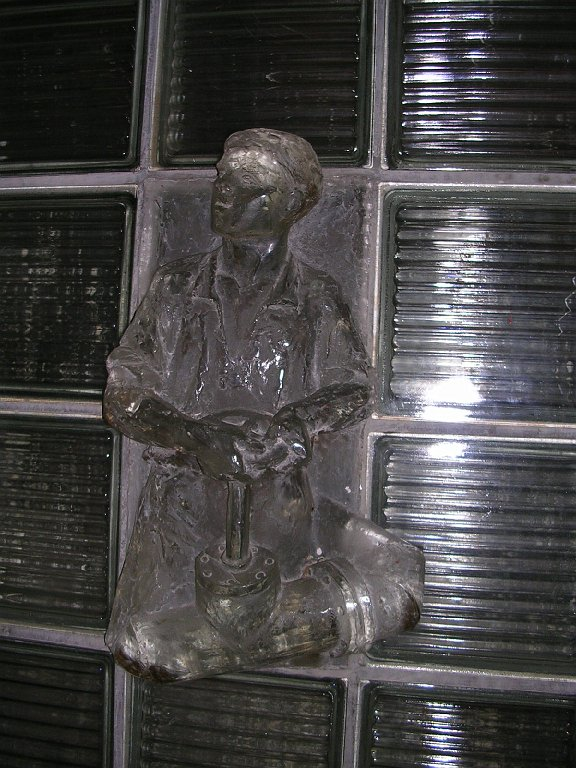
Dom kolektywny w Litvínovie - szklana płytka z reliefem przedstawiającym robotnika

Praktycznie jeszcze przed ukończeniem budowy idea koldůmu okazała się niemożliwa do wdrożenia. Problemy z realizacją projektu pojawiła się już na etapie projektu, który zakładał wykorzystanie szkieletu stalowego (stal była w tamtym czasie surowcem deficytowym w Czechosłowacji). Ponadto okazało się, że planowany budżet projektu został przekroczony o 150%. Z czasem dom zaczął funkcjonować jako zwykły budynek z małometrażowymi mieszkaniami i funkcję tę pełni do dziś. Problem stanowi niemożność przystosowania domu do zmieniających się w czasie oczekiwać wobec mieszkalnictwa, co jest dobrze widoczne np. w małych kuchniach, które zaprojektowano jedynie jako uzupełnienie wspólnych jadalni. W środkowej części znajdują się dziś restauracja i hotel. Czynna jest także pływalnia znajdująca się za budynkiem. Niektóre przestrzenie nie pełnią już swoich pierwotnych funkcji, oczekując na ponowne zagospodarowanie.